# 4244-es mellékút (Magyarország)
A 4244-es számú mellékút egy közel 7 kilométer hosszú, négy számjegyű országos közút Békés vármegye területén; Sarkad déli határrészeit köti össze Doboz központjával.

## Nyomvonala
Sarkad közigazgatási területének déli részén ágazik ki a 4219-es útból, annak az 58,200-as kilométerszelvényénél lévő körforgalmú csomópontból. Nyugat-északnyugat felé indul, majd 2,5 kilométer megtételét követően átlép Doboz területére, ott a folytatásban több kisebb irányváltása is következik, de ezek dacára a korábban követett irányban éri el a település első házait is, a 6. kilométere előtt. Ott a Nagyváradi út nevet veszi fel, majd a belterületen kicsit északabbnak fordul; így is ér véget, beletorkollva a 4234-es útba, annak 35,700-as kilométerszelvényénél, pár lépésre ez utóbbi útnak a Fekete-Körös holtága fölött átvezető hídjától.
Teljes hossza, az országos közutak térképes nyilvántartását szolgáló kira.gov.hu adatbázisa szerint 6,817 kilométer.

## Települések az út mentén
- Sarkad
- Doboz

## Története
A Kartográfia Vállalat Magyarország autótérképe 1:525 000 című kiadványában az út nincs feltüntetve, még „fontosabb földút” jelöléssel sem.